# Century Plaza Towers
Century Plaza Towers je komplex dvou mrakodrapů v Century City ve městě Los Angeles. Budovy nesou název Century Plaza Tower One a Century Plaza Tower Two. Obě budovy mají 44 pater a výšku 174 m. Komplex byl navržen architektem Minoru Yamasaki. Výstavba probíhala v letech 1969–1973. Budovy mají trojúhelníkové půdorysy a pod nimi se nachází jedny z největších garáží na světě, které pojmou přibližně 5000 aut. Jsou to administrativní budovy a v každé z nich je 20 výtahů.